# Elfriede Brüning
Elfriede Brüning, även känd under pseudonymen Elke Klent, född 8 november 1910 i Berlin, död 5 augusti 2014 i Berlin, var en tysk författare och journalist. Hon är framförallt känd som författare av romaner om kvinnoöden och motståndsrörelser under Nazityskland, och var verksam författare från början av 1930-talet till 2000-talet.

## Biografi
Elfriede Brüning var dotter till en möbelsnickare och en sömmerska. Hon lämnade läroverket efter sitt tionde skolår och arbetade därefter på kontor, från 1929 som sekreterare på ett filmbolag i Berlin. Samtidigt var hon verksam som journalist och skrev artiklar för bland annat Berliner Tageblatt, Berliner Börsen-Courier och Vossische Zeitung. Efter att ha studerat på den Marxistiska arbetarskolan blev Brüning i likhet med sina föräldrar aktiv i arbetarrörelsen.  Hon gick med i kommunistpartiet KPD och skrev för den kommunistiska pressen under Weimarrepubliken. Från 1932 tillhörde hon Bund proletarisch-revolutionärer Schriftsteller (BPRS). Det nazistiska maktövertagandet 1933 stoppade utgivningen av hennes första samhällskritiska roman, Handwerk hat goldenen Boden. Boken gavs senare ut först 1970, då under titeln Kleine Leute. Brüning valde istället att skriva underhållningslitteratur och publicerade 1934 genombrottsromanen Und außerdem ist Sommer.
Brüning blev vittne till bokbålet på Opernplatz 11 maj 1933. Hennes yngre bror Wolfgang arbetade under Nazityskland som assistent till regissören Leni Riefenstahl. 
I mitten av 1930-talet arbetade Brüning inom den kommunistiska motståndsrörelsen och skrev bidrag till tidningen Neue Deutsche Blätter, en exiltidskrift som gavs ut i Prag. Hon fängslades av naziregimen och satt i kvinnofängelset på Barnimstrasse. Hon frikändes 1937 från ett åtal om landsförräderi. Under fängelsetiden 1936 fick hon tillstånd att skriva och publicera romanen Junges Herz muß wandern.
År 1937 gifte sig Brüning med författaren och förlagslektorn Joachim Barckhausen, och de fick en dotter 1942, den blivande författaren Christiane Barckhausen. Äktenskapet slutade i skilsmässa 1948. 
Brüning arbetade fram till krigsutbrottet 1939 för ett filmbolag. Under denna tid skrev hon tillsammans med sin man manus till filmen Semmelweis – Retter der Mütter, som först efter kriget kom att filmas av DEFA. Hon tillbringade krigsåren på svärföräldrarnas gods utanför Magdeburg.
Efter kriget återvände Brüning till Berlin 1946 och blev åter medlem i kommunistpartiet KPD. I Östtyskland arbetade hon som journalist, roman- och manusförfattare, och blev känd som skildrare av kvinnoöden och motståndsrörelser under Nazityskland. Efter Tysklands återförening blev hon medlem i vänsterpartiet Die Linke. Hon var under slutet av sitt liv bosatt i stadsdelen Friedrichshain i Berlin, och gav fortfarande vid hög ålder intervjuer och gjorde enstaka framträdanden.

## Bibliografi

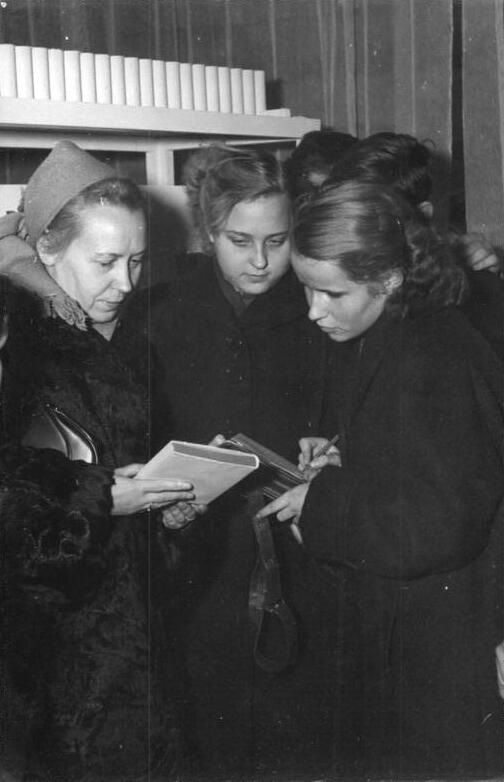
Elfriede Brüning till vänster, 1953